# Gran Premi d'Emília-Romanya del 2023
El Gran Premi d'Emília-Romanya de Fórmula 1, que seria la sisena cursa de la temporada 2023, s'havia previst disputar al Autodromo Enzo e Dino Ferrari a Imola, entre els 19 a 21 de maig del 2023.
La cursa va ser cancel·lada pels directors de la categoria i per la FIA el 17 de maig, dos dies abans de l'inici dels entrenaments lliures a causa de les inundacions que van devastar la regió italiana que porta el nom del gran premi.
Aquest gran premi és el primer que es va cancel·lar des del Gran Premi d'Austràlia de 2020 (cursa d'obertura), que es va cancel·lar degut a la propagació de la pandèmia de COVID-19 en aquesta època.

## Cancel·lació del Gran Premi
De cara al cap de setmana, la Protecció Civil italiana va emetre una alerta vermella per a la regió d'Emília-Romanya, on s'havia de celebrar la cursa. La regió s'havia vist afectada per fortes pluges, que van provocar inundacions i esllavissades de terra. El 16 de maig de 2023, el personal de Fórmula 1 que es trobava a l'hipòdrom va rebre instruccions per abandonar el paddock, citant mesures de precaució després d'un informe d'un augment del nivell de l'aigua prop del riu Santerno. A causa de la intensa pluja observada durant tota la setmana prèvia a la cursa i després de diversos rumors el dia abans, el ministeri italià va demanar l'ajornament de la cursa. Més tard es van veure algunes parts de la pista inundades, després que s'anunciés la cancel·lació.
Al final, la cursa no anava a passar. Un comunicat oficial de la Fórmula 1 assegura que la decisió es va prendre perquè no va ser possible celebrar l'esdeveniment amb seguretat per als nostres aficionats, equips i el nostre personal, a més d'alleujar la càrrega dels serveis d'emergències locals, que ja estaven sota pressió a causa del danys causats per tempestes.

## Classificació amb cursa anul·lada
Amb l'anul·lació de la cursa, es manté la classificació del campionat per la cursa anterior.
| Pos. | Pilot            | Punts | Canvis |
| ---- | ---------------- | ----- | ------ |
| 1    | Max Verstappen   | 119   | =      |
| 2    | Sergio Pérez     | 105   | =      |
| 3    | Fernando Alonso  | 75    | =      |
| 4    | Lewis Hamilton   | 56    | =      |
| 5    | Carlos Sainz Jr. | 44    | =      |

| Pos. | Constructor           | Punts | Canvis |
| ---- | --------------------- | ----- | ------ |
| 1    | Red Bull-RBPT         | 224   | =      |
| 2    | Aston Martin-Mercedes | 102   | =      |
| 3    | Mercedes              | 96    | =      |
| 4    | Ferrari               | 78    | =      |
| 5    | McLaren-Mercedes      | 14    | =      |